# Hartford
Hartford – stolica amerykańskiego stanu Connecticut, w przeszłości siedziba hrabstwa o tej samej nazwie (do roku 1960, kiedy to Connecticut rozwiązał instytucję wszelkich organów władzy na poziomie hrabstwa). Za sprawą populacji liczącej 124 775 mieszkańców (2010), jest to trzecie najbardziej zaludnione miasto w Connecticut i siódme w Nowej Anglii. Greater Hartford stanowi z kolei najbardziej zaludniony obszar metropolitalny w Connecticut, dzięki populacji przekraczającej 1,2 miliona osób (2010).
Bliskie położenie geograficzne, a także gospodarcze i kulturalne powiązania Greater Hartford ze Springfield w Massachusetts uczyniły obszar metropolitalny Hartford-Springfield drugim pod względem wielkości w Nowej Anglii, z niespełna dwoma milionami mieszkańców. Region Hartford-Springfield określany jest często mianem „Korytarza wiedzy”, ponieważ działają w nim 32 uczelnie, do których uczęszcza około 160 tysięcy studentów. Samo Hartford nosi przydomek „Ubezpieczeniowej stolicy świata”, jako że w mieście znajdują się siedziby wielu przedsiębiorstw ubezpieczeniowych. Jest to jednocześnie najważniejsza branża lokalnej gospodarki. W 2004 roku obszar metropolitalny Hartfordu sklasyfikowany został na 2. miejscu w skali krajowej pod względem aktywności ekonomicznej per capita, ustępując jedynie San Francisco. Hartford plasuje się również w czołowej pięćdziesiątce amerykańskich metropolii pod względem całkowitej produkcji gospodarczej.
Licząc niemal cztery wieki, Hartford pozostaje jednym z najstarszych miast amerykańskich. Ponadto w Hartfordzie znajduje się najstarsze publiczne muzeum sztuki w Stanach Zjednoczonych, Wadsworth Atheneum; najstarszy publiczny park miejski Bushnell Park; najstarsza nieprzerwanie publikowana gazeta, The Hartford Courant; a także druga najstarsza szkoła średnia, Hartford Public High School.

## Historia

Mapa Hartford z 1877 roku

Po tym, jak holenderski podróżnik Adriaen Block dotarł na obszary współczesnego Hartfordu w 1614 roku, handlarze futer z kolonii Nowa Holandia założyli tam w 1623 roku osadę i fort handlowy Goede Hoop (Good Hope), umiejscowioną na zbiegu rzek Connecticut i Park River. Obecność handlarzy w Goede Hoop nie była jednak długa, gdyż już w 1654 roku opuścili fort. Pierwsi angielscy osadnicy przybyli do regionu w 1635 roku, zakładając kolonię Newton. Jej nazwę zmieniono jednak dwa lata później na Hartford, na cześć brytyjskiego miasta Hertford, skąd wywodził się jeden z przybyszów, Samuel Stone.
Stojący na czele grupy założycieli miasta pastor Thomas Hooker, wywodzący się z obecnego Cambridge w Massachusetts, wygłosił kazanie, które zainspirowało ludność do spisania dokumentu Fundamental Orders of Connecticut (ratyfikowanego 14 stycznia 1639 roku), mówiącego, że władza opiera się na prawach jednostki. Koncepcja samostanowienia władzy według Hookera stanowiła podstawę Konstytucji stanu Connecticut, wywierając ponadto duży wpływ na charakter Konstytucji Stanów Zjednoczonych. Stąd wziął się jeden z przydomków Connecticut, określanego mianem „Kraju Konstytucji”.

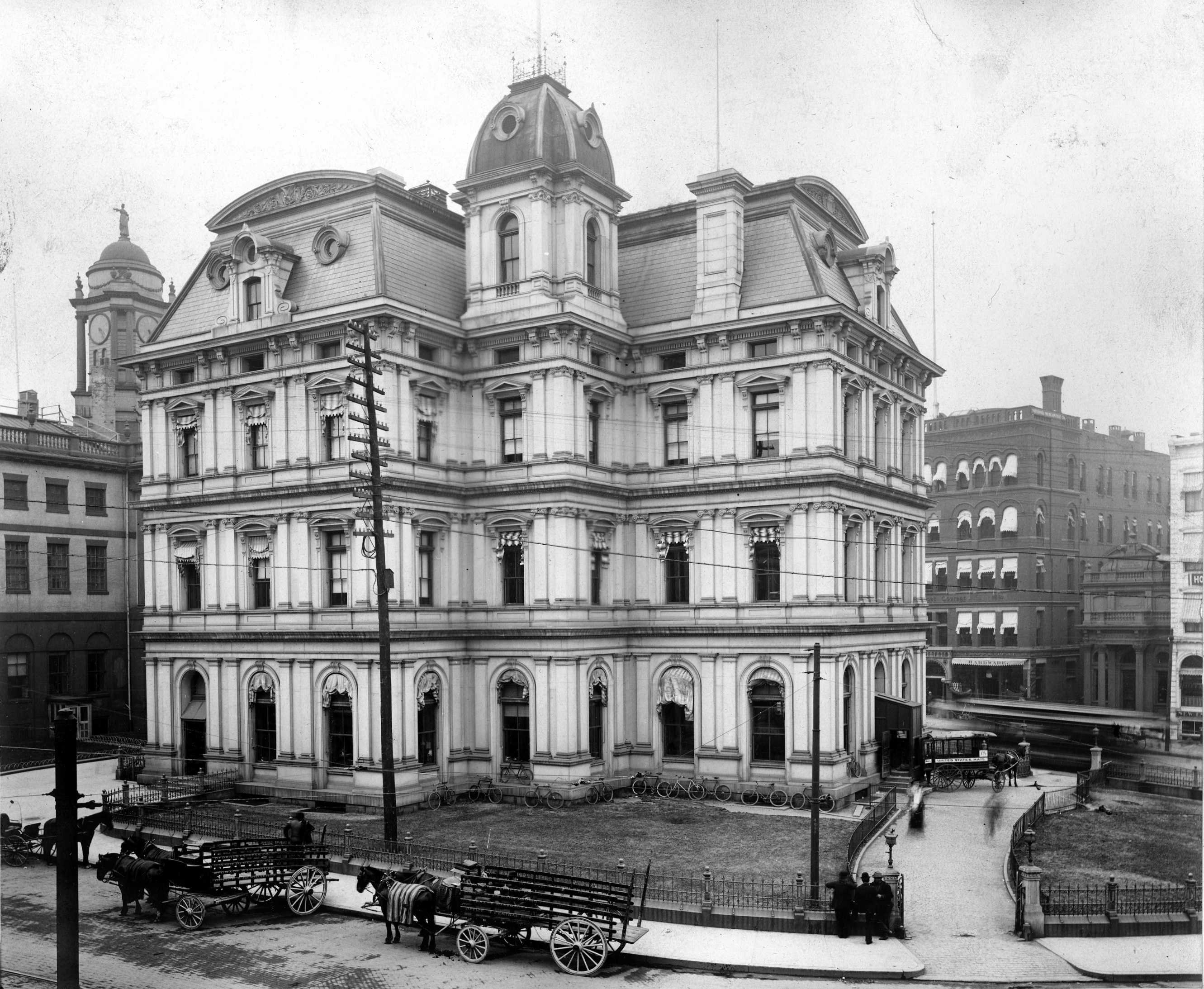
Budynek poczty i urzędu celnego w 1903 roku. Po lewej stronie wybudowana w 1882 roku siedziba władz stanowych

15 grudnia 1814 roku delegaci z różnych okręgów Nowej Anglii zebrali się w Hartfordzie na specjalnej konwencji, dyskutując o możliwej secesji od Stanów Zjednoczonych. Pod koniec XIX wieku miasto stanowiło centrum ruchów abolicjonistycznych. Ich zwolenniczką była między innymi mieszkanka Hartfordu, Harriet Beecher Stowe, autorka słynnej powieści Chata wuja Toma.
12 kwietnia 1909 roku rzeka Connecticut osiągnęła rekordowo wysoki poziom wody, powodując powódź, która zniszczyła miasto. Z kolei 6 lipca 1944 roku wielki pożar strawił budynek cyrku Ringling Bros. and Barnum & Bailey Circus. Przebieg zdarzenia był następujący: Na widowni zgromadziło się kilka tysięcy widzów. W większości były to dzieci oraz młodzież. Płócienna czasza cyrkowego namiotu była impregnowana łatwopalną mieszanką parafiny i benzyny, co miało chronić przed przemakaniem. W wyniku niewielkiego zaprószenia ognia cała konstrukcja błyskawicznie stanęła w płomieniach. Zginęło 167 osób, a 487 odniosło obrażenia. Wydarzenie to uznane zostało za najtragiczniejszy w skutkach pożar cyrku w historii Stanów Zjednoczonych.
W latach 80. Hartford doświadczyło boomu gospodarczego; do władz miasta wpłynęło wówczas kilkanaście projektów budowy nowych wieżowców. Jednakże recesja z początków lat 90. udaremniła realizację kilku projektów. Ponadto w 1987 roku funkcję burmistrza miasta objęła Carrie Saxon Perry, czyli pierwsza afroamerykańska kobieta na tym stanowisku pośród znaczących amerykańskich miast.
Począwszy od lat 50. XX wieku, rozwój przeżywają przedmieścia Hartfordu, podczas gdy liczba mieszkańców centrum nie zwiększa się, a nawet spada. Przyczyną tego stanu rzeczy jest w dużej mierze budowa autostrad (na czele z I-84 oraz I-91), które przebiegają przez śródmieście, zmuszając mieszkańców do przenosin na spokojne obszary podmiejskie. Na początku XXI wieku czas, jaki w drodze do pracy spędzała ludność Hartfordu wynosił średnio ponad 22 minuty i był nieco mniejszy od średniej krajowej.

## Geografia

### Topografia

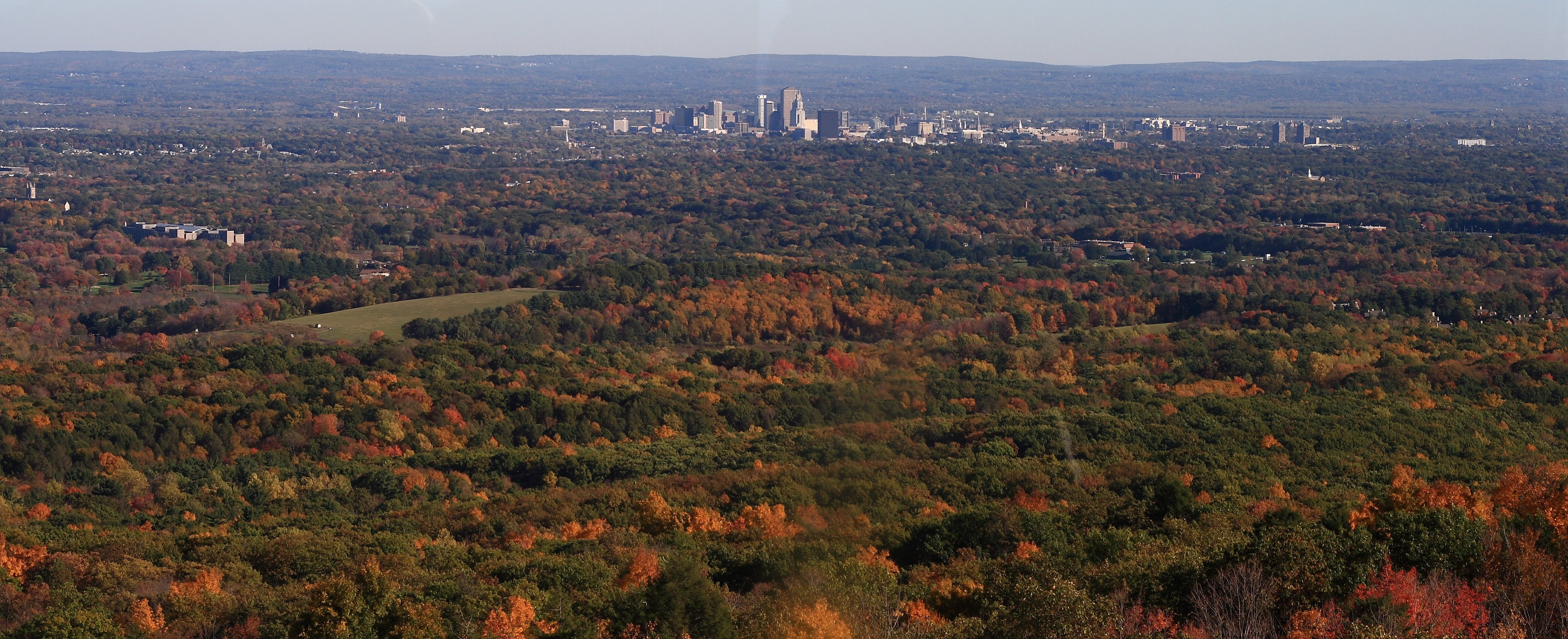
Panorama Hartfordu widziana z wieży Heublein

Według danych United States Census Bureau, miasto zajmuje łączną powierzchnię 47 km², z czego 45 km² to ziemia, zaś 1,8 km² (3,67%) to wody.
Hartford otoczone jest przez miasta: West Hartford, Newington, Wethersfield, East Hartford, Bloomfield, South Windsor oraz Windsor. Rzeka Connecticut formuje naturalną granicę pomiędzy Hartfordem a East Hartford.
Park River pierwotnie dzieliła Hartford na północne i południowe sekcje, stanowiąc znaczący element Bushnell Park. Jednakże ten fragment rzeki został osuszony lub zasypany podczas realizacji projektów ochrony przeciwpowodziowej w latach 40. XX wieku. Ślady po dawnym biegu Park River są widoczne na niektórych drogach, wybudowanych w miejscu koryta, takich jak Jewell Street i Conlin-Whitehead Highway.

### Klimat

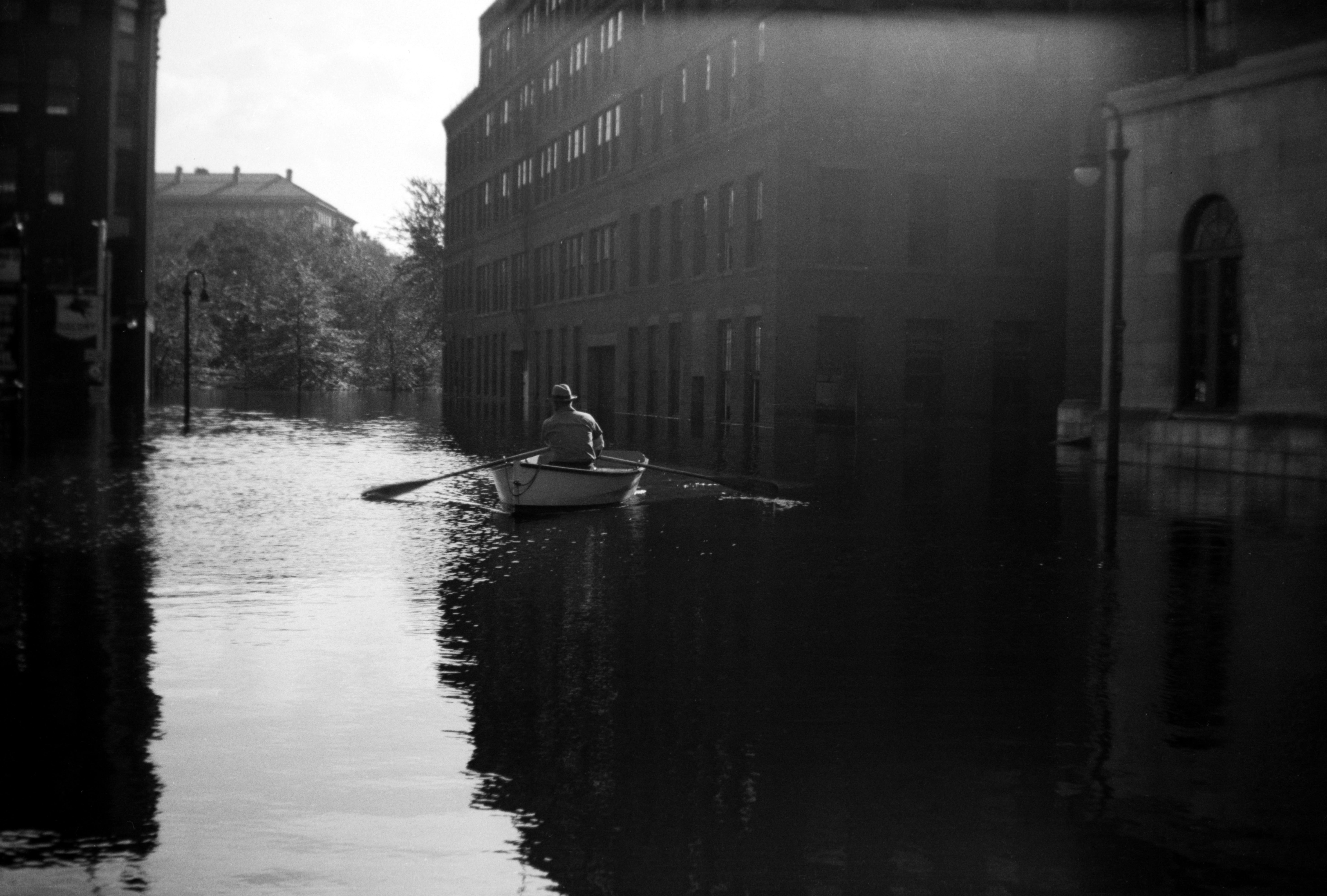
Miasto zalane w wyniku powodzi z 1936 roku

Hartford leży w strefie wilgotnego klimatu kontynentalnego (klasyfikacja Köppena – Dfa). Okresy letnie są zazwyczaj gorące i parne, zaś zimy chłodne, z częstymi opadami śniegu.
Średnia roczna suma opadów wynosi około 1180 mm, które rozłożone są dość równomiernie na wszystkie pory roku. W okresie zimowym spada przeciętnie około 124 cm śniegu; rekordowe opady odnotowano zimą 1995-96, kiedy to w Hartfordzie zaobserwowano 293 cm śniegu. Pierwszy śnieg pojawia się zazwyczaj w drugiej połowie listopada, zaś ostatnie opady mają miejsce pod koniec marca; zdarzało się jednak, że śnieg pojawiał się również i w połowie października, i w połowie maja.
Latem temperatura przekracza 32 °C (90 °F) średnio 17 dni w roku, choć rekordem jest 38 dni z taką temperaturą w 1983 roku. Z drugiej strony, temperatura spada poniżej –18 °C (0 °F) w ciągu czterech nocy w roku. Powszechnym zjawiskiem podczas miesięcy letnich są burze, powstałe w wyniku przesuwania się nad miastem granicy pomiędzy tropikalnymi a chłodnymi masami powietrza. Burzom mogą towarzyszyć silne wiatry i gradobicia, jednak tornada są rzadkim zjawiskiem. Pozostałością tych burz w niezwykle sporadycznych przypadkach mogą być tropikalne huragany i wichury. Hartford silnie ucierpiało między innymi podczas huraganów z 1938 oraz 2011 roku.
Najwyższą odnotowaną temperaturą w historii Little Rock było 39 °C (103 °F) z 22 lipca 2011 roku, zaś najniższą –32 °C (–26 °F) z 22 stycznia 1961 roku.
| Miesiąc                              | Sty   | Lut  | Mar   | Kwi  | Maj   | Cze   | Lip   | Sie   | Wrz   | Paź   | Lis  | Gru   | Roczna |
| ------------------------------------ | ----- | ---- | ----- | ---- | ----- | ----- | ----- | ----- | ----- | ----- | ---- | ----- | ------ |
| Rekordy maksymalnej temperatury [°C] | 22    | 23   | 32    | 36   | 37    | 38    | 39    | 39    | 38    | 33    | 28   | 24    | 39     |
| Średnie temperatury w dzień [°C]     | 1,4   | 3,6  | 8,7   | 15,8 | 20,8  | 26,5  | 29,2  | 28,2  | 23,8  | 17,3  | 10,9 | 4,3   | 15,9   |
| Średnie temperatury w nocy [°C]      | -7,9  | -6,2 | -2,2  | 3,6  | 8,7   | 14,1  | 17    | 16,2  | 11,5  | 5,1   | 0,7  | -4,8  | 4,6    |
| Rekordy minimalnej temperatury [°C]  | -32   | -31  | -21   | -13  | -2    | 3     | 7     | 2     | -1    | -8    | -17  | -28   | −32    |
| Opady [mm]                           | 83,1  | 77   | 93,7  | 94,5 | 109,5 | 109,7 | 106,2 | 98,6  | 104,1 | 110,7 | 97,3 | 90,9  | 1175,3 |
| Średnia liczba dni śnieżnych         | 6.5   | 5.3  | 3.9   | 0.6  | 0     | 0     | 0     | 0     | 0     | 0     | 1    | 5     | 22,3   |
| Średnia liczba dni z opadami         | 11    | 9,8  | 11,4  | 11,2 | 12,6  | 11,9  | 10,2  | 9,7   | 9,1   | 9,7   | 10,5 | 10,9  | 127,9  |
| Średnie usłonecznienie [h]           | 170.5 | 178  | 213.9 | 228  | 257.3 | 273   | 294.5 | 269.7 | 225   | 198.4 | 138  | 139.5 | 2585,8 |
| Źródło: NOAA, The Weather Channel    |       |      |       |      |       |       |       |       |       |       |      |       |        |

## Demografia
Zgodnie z danymi spisu powszechnego z 2010 roku, Hartford zamieszkiwało 124 775 osób, 27 171 rodzin, a w mieście znajdowało się 44 986 gospodarstw domowych. Gęstość zaludnienia wynosiła wówczas 2711,8/km², zaś gęstość występowania 50 644 budynków mieszkalnych wynosiła 1129,6/km². Wedle kryterium rasowego, badania z lat 2005–2007 wykazały, że 18,7% mieszkańców reprezentowało rasę białą (spadek w porównaniu do 63,9% w 1970 roku), 40,05% czarną, 45,52% było Latynosami, 0,54% Indianami, 1,62% miało korzenie azjatyckie, a 0,11% stanowili przybysze z wysp Pacyfiku. 28,51% ludności było przedstawicielami innej rasy, a kolejne 5,44% reprezentowało co najmniej dwie rasy. Po II wojnie światowej oraz przez kilka kolejnych lat do Hartfordu zaczęli napływać imigranci z Puerto Rico; obecnie 40,56% mieszkańców deklaruje portorykańskie pochodzenie. Jest to tym samym druga co do wielkości koncentracja ludności o korzeniach portorykańskich w Stanach Zjednoczonych, ustępując jedynie Holyoke w Massachusetts.
W mieście znajdowało się 44 986 gospodarstw domowych, z czego 34,4% zamieszkiwanych było przez dzieci poniżej 18 roku życia, 25,2% stanowiły żyjące wspólnie małżeństwa, 29,6% prowadzonych było przez kobiety (bez obecnego męża), zaś 39,6% stanowiły nie-rodziny. 33,2% spośród wszystkich gospodarstw domowych zamieszkiwanych było przez osoby indywidualne, z czego 9,6% przez ludzi samotnych powyżej 65 roku życia. Średnia liczebność gospodarstwa domowego wynosiła 2,58, a rodziny 3,33.
Z uwzględnieniem podziału wiekowego, 30,1% mieszkańców miasta nie ukończyło 18 lat, 12,6% stanowili ludzie w przedziale 18-24, 29,8% w wieku 25-44, ludność z przedziału 45-64 wynosiła 18%, natomiast 9,5% populacji miało co najmniej 65 lat. Średnia wieku oscylowała wokół 30 lat. Na każde 100 kobiet przypadało 91,4 mężczyzn, a na każde 100 kobiet w wieku powyżej 18 lat przypadało 86 mężczyzn.
Średni dochód gospodarstwa domowego wynosił 20 820 dolarów, zaś rodziny 22 051 dolarów. Mężczyźni generowali dochody w wysokości 28 444 dolarów, a kobiety 26 131 dolarów; dochód per capita wynosił 13 428 dolarów. 30% mieszkańców żyło poniżej relatywnej granicy ubóstwa. Jest to drugi pod względem wielkości wskaźnik ubóstwa w Stanach Zjednoczonych; wyższy występuje jedynie w Brownsville w Teksasie.

## Gospodarka
Hartford jest historycznym międzynarodowym centrum przemysłu ubezpieczeniowego; stąd wywodzą się takie przedsiębiorstwa, jak Travelers, Aetna, The Hartford, The Phoenix Companies, Uniprise i Hartford Steam Boiler, zaś Lincoln National Corporation ma tu swoją centralę. W mieście znajduje się siedziba United Technologies oraz fabryka broni palnej.

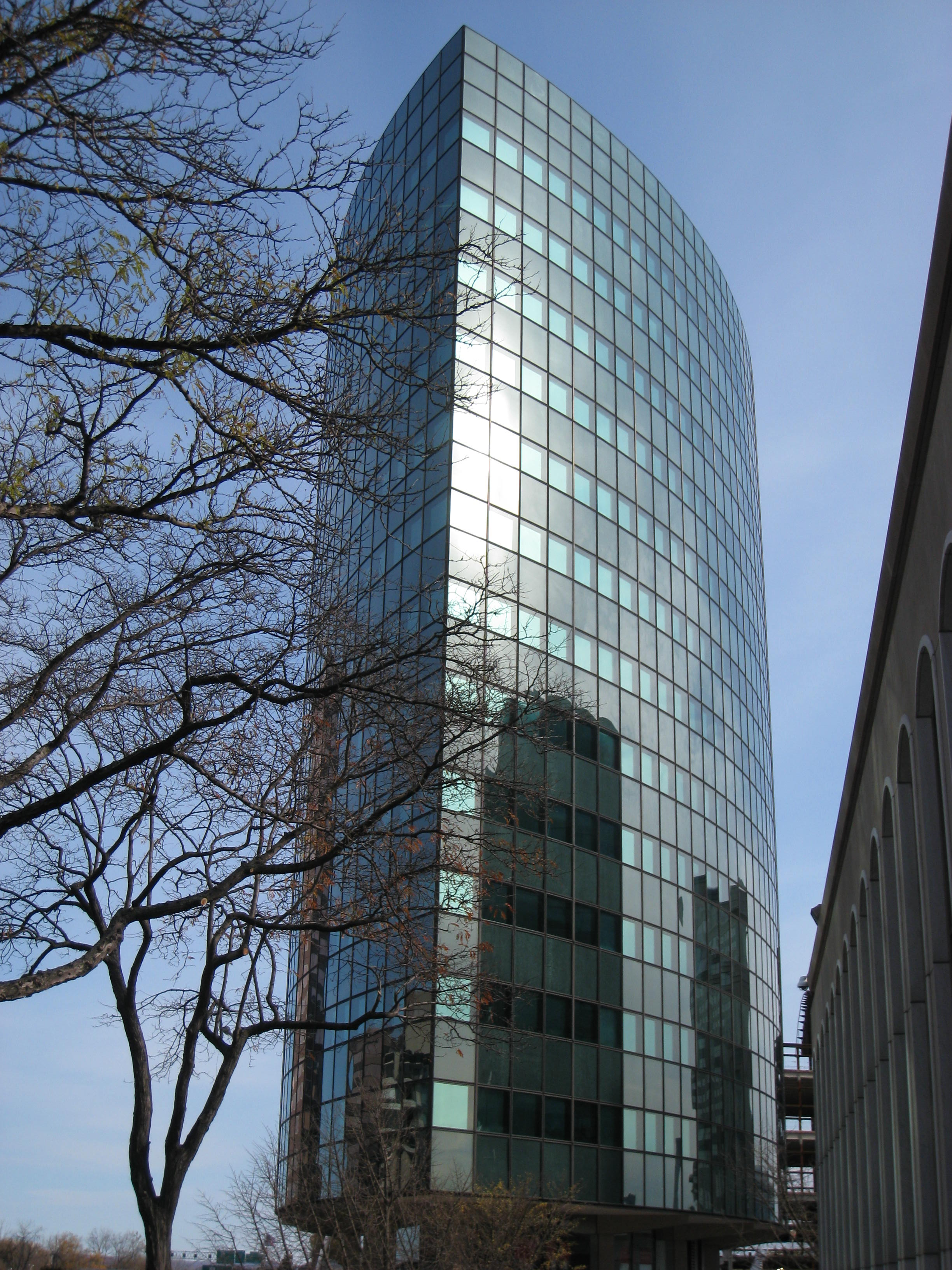
Wybudowany w 1963 roku Phoenix Mutual Life Insurance Building był pierwszym na świecie dwustronnym budynkiem

Począwszy od XIX, aż do połowy XX wieku Hartford stanowił ważny ośrodek przemysłowy. Podczas rewolucji przemysłowej miasta z doliny rzeki Connecticut wprowadziły wiele innowacji w procesy przemysłowego wytwórstwa. Z biegiem lat przemysł na tych obszarach zaczął jednak spowalniać; w wyniku tego, duża część fabryk została zamknięta, przeniesiona w inne lokacje lub zredukowała działalność.

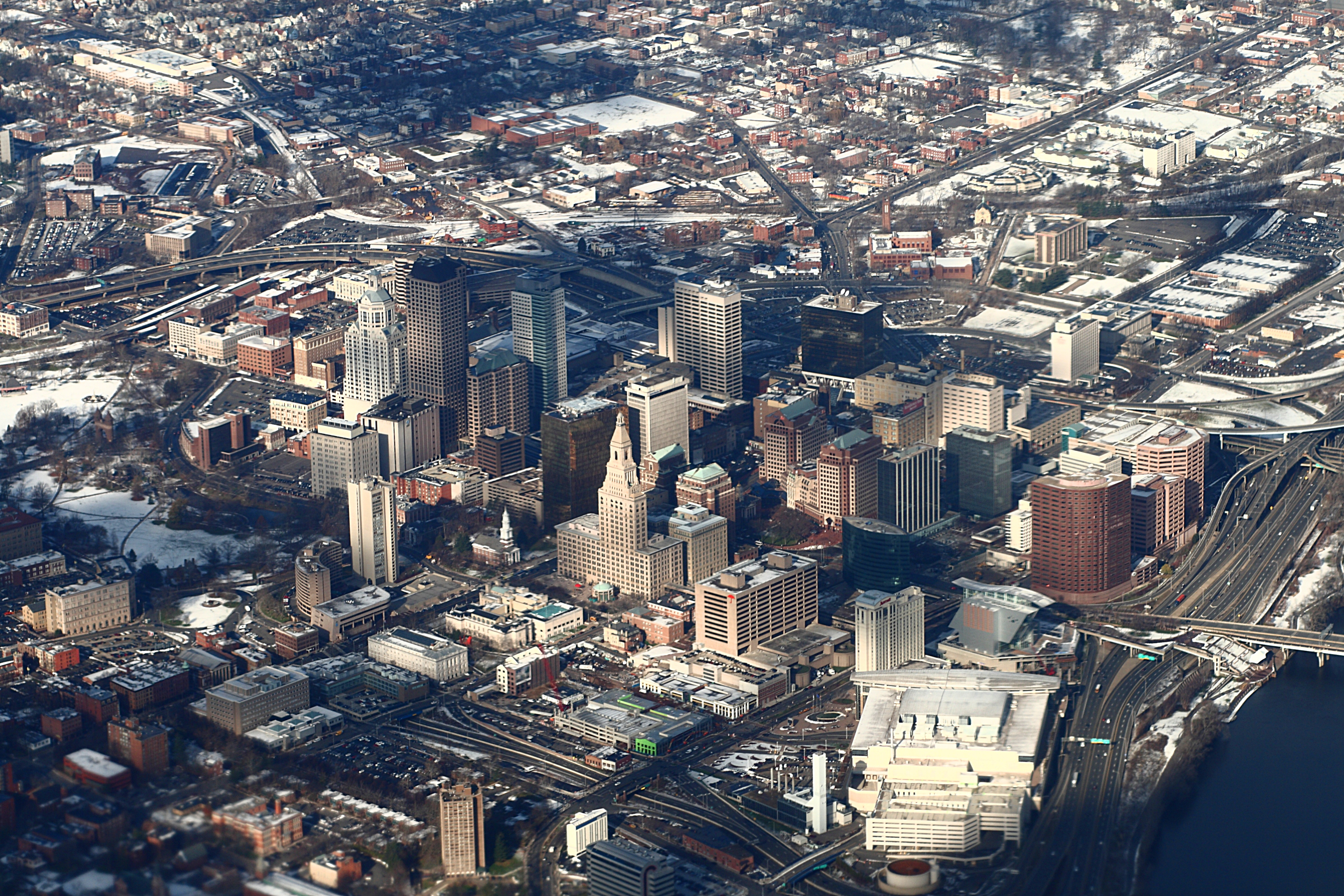
Centrum Hartfordu widziane z powietrza

Pomimo dużych tradycji Hartfordu jako centrum przemysłu ubezpieczeniowego, kilka przedsiębiorstw opuściło miasto w ostatnich latach, przenosząc się albo do innych miejscowości, albo na tereny podmiejskie. Lokalna struktura podatkowa oraz niedobór miejsc parkingowych pchnęły MetLife do opuszczenia dotychczasowych biur w CityPlace, czyli największym drapaczu chmur Connecticut, i utworzenia nowego oddziału w Bloomfield. Lincoln Financial zmniejszyła bazę pracowniczą w Hartfordzie, zaś Travelers zdecydowała o budowie nowego obiektu w pobliskim Windsor. Ponadto notowana na liście Fortune 100 MassMutual przeniosła regionalne biura w stanie Connecticut z Hartfordu do Enfield.
Jednocześnie gospodarczy rozkwit przeżywa centralny, biznesowy dystrykt Hartfordu i sąsiednie dzielnice. Aetna przeniosła w 2010 roku niemalże 3,5 tysiąca miejsc pracy z Middletown do swojej siedziby głównej w Hartfordzie. W śródmieściu powstało również kilka nowych biur Travelers. W 2008 roku Sovereign Bank otworzył w centrum Hartfordu swój regionalny oddział w Connecticut. W 2009 roku Northeast Utilities, korporacja z listy Fortune 500 i największe przedsiębiorstwo energetyczne w Nowej Anglii, ogłosiła zamiar otwarcia swojej siedziby w śródmieściu. W tym samym roku rozpoczęła się konstrukcja AI Technology Center, przyszłej centrali tego przedsiębiorstwa. Jest to pierwsza komercyjna struktura w Connecticut odznaczona platynowym certyfikatem LEED (Leadership in Energy and Environmental Design). Wśród innych przedsiębiorstw, które w ostatnich latach osiadły w dystrykcie biznesowym Hartfordu są m.in.: GlobeOp Financial Services, S.H. Smith oraz CareCentrix.
Według danych Brookings Institute z 2011 roku, Hartford posiadał najwyższy PKB per capita spośród wszystkich największych obszarów metropolitalnych na świecie, z 75 086 dolarów.

## Lotnisko
- Bradley International Airport

## Sport
- Hartford Wolf Pack – klub hokejowy
- Hartford Whalers – były klub hokejowy

## Miasta partnerskie
- Polska: Bydgoszcz
- Portoryko: Caguas
- Włochy: Floridia
- Sierra Leone: Freetown
- Wielka Brytania: Hertford
- Portugalia: Mangualde
- Jamajka: Morant Bay
- Irlandia: New Ross
- Nikaragua: Ocotal
- Grecja: Saloniki